# (6055) Brunelleschi
(6055) Brunelleschi ist ein Asteroid des Hauptgürtels, der am 16. Oktober 1977 von dem niederländischen Astronomenehepaar Cornelis Johannes van Houten und Ingrid van Houten-Groeneveld entdeckt wurde. Die Entdeckung geschah im Rahmen der 3. Trojaner-Durchmusterung, bei der von Tom Gehrels mit dem 120-cm-Oschin-Schmidt-Teleskop des Palomar-Observatoriums aufgenommene Feldplatten an der Universität Leiden durchmustert wurden, 17 Jahre nach Beginn des Palomar-Leiden-Surveys.
Der Asteroid wurde am 5. März 1996 nach dem Architekten und Bildhauer der italienischen Frührenaissance Filippo Brunelleschi (1377–1446) benannt, der zusammen mit Lorenzo Ghiberti die Kuppel von Santa Maria del Fiore in Florenz konstruierte. Nach Lorenzo Ghiberti wurde der Asteroid des inneren Hauptgürtels (6054) Ghiberti benannt.